# Деллах-ім-Драуталь
Деллах-ім-Драуталь — місто в провінції Каринтія, Австрія.
Поряд розташований замок Штайн.
| Австрія | Це незавершена стаття з географії Австрії. Ви можете допомогти проєкту, виправивши або дописавши її. |